# Памук (биљка)
Памук (Gossypium) је род биљака из фамилије слезова (Malvaceae). Најраспрострањенија је једногодишња биљка у свијету. Иако је тропска и суптропска култура, која захтијева много топлоте и сунца и умјерену и равномјерну влажност, памук се гаји у већем дијелу свијета. Припада фамилији биљака Malvaceae. Има добро развијен вретенаст коријен, урезано лишће, жућкасте цвјетове. У чаурама се налази сјеме које је обрасло влакном. Сјеме садржи више од 25% уља, те се послије издвајања влакна из њега циједи добро јестиво уље.
Сјеме памука је обрасло влакнима просјечне дужине око 30 мм; одвајањем сјемена (тј. егренирањем) и разним поступцима пречишћавања добија се важна текстилна сировина (међу највише коришћеним артиклом у свијету, поред угља и челика у свјетској трговини). Највећи произвођачи ове биљке су: САД, Русија, Индија, Египат итд.
При класификацији поједних врста памука узима се у обзир: 
1. боја, сјај, количина влакна и врста нечистоће
2. средња и максимална дужина влакна
3. чврстоћа и финоћа влакна, равномјерност и др.